# (5974) 1991 UZ2
1991 يو زد 2 (ويعرف أيضًا باسم (5974) 1991 يو زد 2 وفق تسمية الكوكب الصغير) (بالإنجليزية: 1991 UZ2)‏ هو كويكب ضمن حزام الكويكبات؛ وترتيبه 5974 من حيث الاكتشاف.
اكتُشف هذا الجُرم الفلكي بواسطة هيروشي كانيدا في 31 أكتوبر 1991.

## وصلات خارجية
- (5974) 1991 UZ2 في قاعدة بيانات مختبر الدفع النفاث لأجرام النظام الشمسي الصغيرة

- الاكتشاف · مخطط المدار ·  العناصر المدارية · المعلمات المادية

- (5974) 1991 UZ2 على موقع ويكي سكاي: DSS2, SDSS, GALEX, IRAS, Hydrogen α, X-Ray, Astrophoto, Sky Map, Articles and images